# At the Pulse of Kapitulation: Live in East Berlin, 1990
At the Pulse of Kapitulation: Live in East Berlin, 1990 è un Cofanetto pubblicato dalla thrash metal band tedesca Kreator nel 2008. Il DVD include la VHS Live in East Berlin pubblicata nel 1990, la VHS Hallucinative Comas pubblicata nel 1991 e un documentario intitolato The Past And Now. Il CD contiene il concerto registrato dal vivo il 4 marzo 1990 a Berlino Est.

## DVD

### Live in East Berlin 1990
1. "Some Pain Will Last"
2. "Extreme Aggression"
3. "Under the Guillotine"
4. "Toxic Trace"
5. "Bringer of Torture"
6. "Pleasure to Kill"
7. "Flag of Hate"
8. "Drum Solo"
9. "Terrible Certainty"
10. "Riot of Violence"
11. "Love Us or Hate Us"
12. "Behind the Mirror"
13. "Betrayer"
14. "Awakening of the Gods"
15. "Tormentor"

Remixata e con audio Dolby Digital 5.1

### Hallucinative Comas
Director's Cut by Andreas Marschall
1. "At the Pulse of Kapitulation" (intro piece by Tim Schuldt and Mille Petrozza)
2. "People of the Lie"
3. "Dr. Wagner part I"
4. "Twisted Urges"
5. "Dr. Wagner part II"
6. "Coma of Souls"
7. "Dr. Wagner part III"
8. "Terror Zone"

Rieditata parzialmente

### The Past And Now
Documentario su Live in East Berlin 1990
 (17:25 minuti)

## CD

### Live in East Berlin 1990

#### Tracce
1. "Some Pain Will Last"
2. "Extreme Aggression"
3. "Under the Guillotine"
4. "Toxic Trace"
5. "Bringer of Torture"
6. "Pleasure to Kill"
7. "Flag of Hate"
8. "Terrible Certainty"
9. "Riot of Violence"
10. "Love Us or Hate Us"
11. "Behind the Mirror"
12. "Betrayer"
13. "Awakening of the Gods"
14. "Tormentor"

## Formazione
- Mille Petrozza - chitarra, voce
- Frank "Blackfire" Gosdzik - chitarra
- Roberto "Rob" Fioretti - basso
- Jürgen "Ventor" Reil - batteria